# Gruber & Maklar

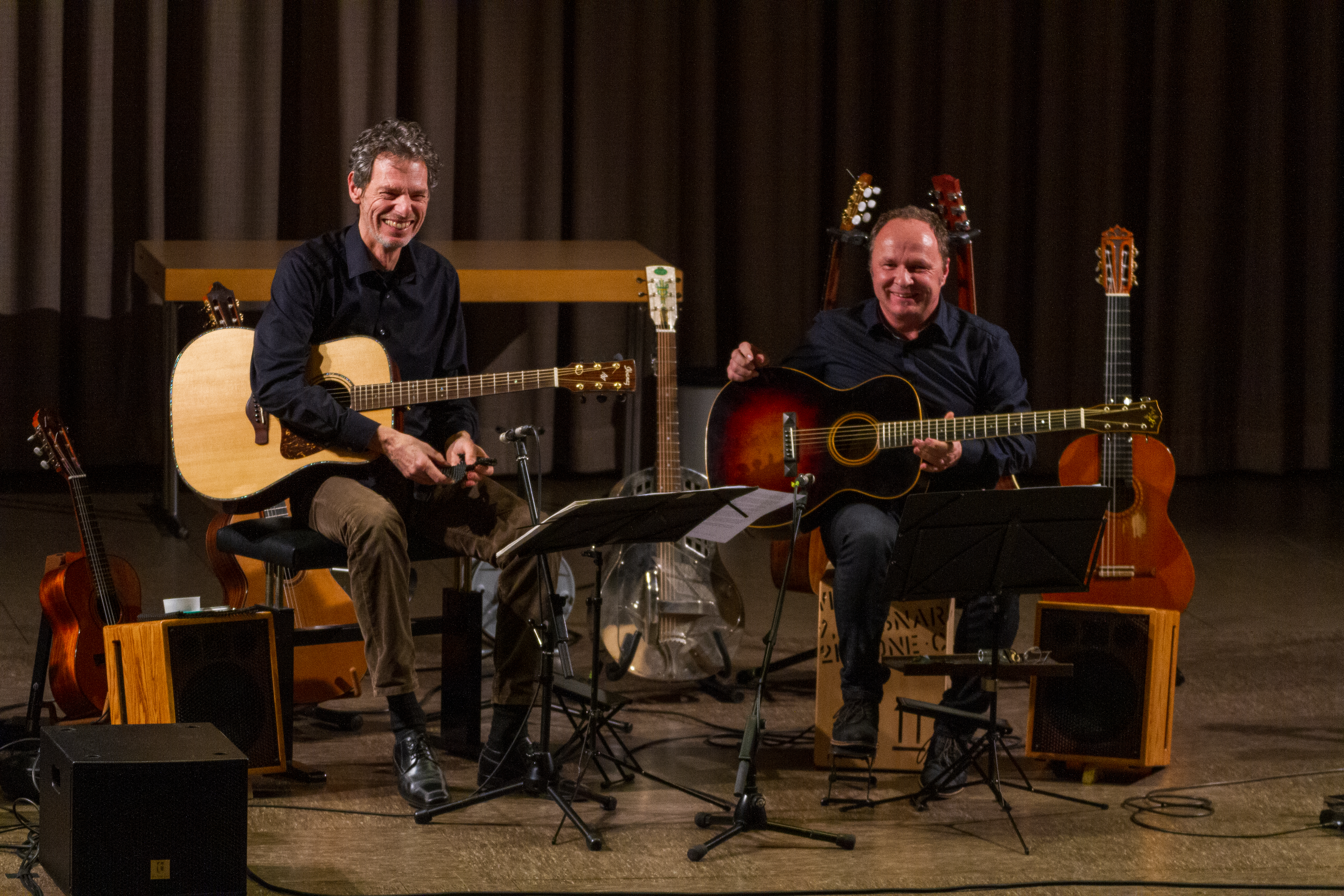
Christian Gruber und Peter Maklar auf den 20. Darmstädter Gitarrentagen 2019

Gruber & Maklar (offizielle Schreibweise; auch: Duo Gruber Maklar) sind ein deutsches Gitarrenduo, bestehend aus den zwei Konzertgitarristen Christian Gruber und Peter Maklar.

## Werdegang
Christian Gruber und Peter Maklar wurden 1965 bzw. 1964 geboren und wuchsen in verschiedenen Teilen Bayerns auf. Als Jugendliche begannen sie, Gitarre zu spielen und fassten unabhängig voneinander den Entschluss, Musik zu studieren. Am Augsburger Leopold-Mozart-Konservatorium (mittlerweile Leopold-Mozart-Zentrum) bei Helmut Hehl lernten sie sich kennen und gründeten 1985 das Duo. Neben Augsburg studierten sie zusammen an der Musikhochschule Mannheim bei Walter Schumacher-Löffler.
1991 nahmen Gruber & Maklar am renommierten Duowettbewerb „Concours international de guitare en duo“ in Montélimar, Frankreich, teil und gewannen den 1. Preis. Dieser Erfolg bedeutete den Beginn einer weltweiten Konzertkarriere, die Stationen in vielen Ländern genommen hat. Herauszuheben sind hierbei Auftritte an der Manhattan School of Music in New York (im Jahr 2000) und in der Moskauer Tchaikovsky Hall (2007).

## Repertoire
Obwohl Gruber & Maklar ein breites Repertoire, das sämtliche Epochen der Gitarrenmusik umfasst, anbieten können, sind sie hauptsächlich durch ihre Interpretationen von Werken der spanischen Romantik, insbesondere von Isaac Albéniz, Enrique Granados und Manuel de Falla, bekannt geworden. Viele Stücke aus ihrem Repertoire – u. a. von den eben genannten spanischen Komponisten, sowie Domenico Scarlatti – sind ursprünglich für Klavier geschrieben und von dem Duo für eigene Zwecke transkribiert worden.
Ebenfalls erfolgreich sind diverse Künstlerpartnerschaften, die das Duo pflegt: Mit dem Darmstädter Gitarristen Tilman Hoppstock spielen Gruber & Maklar Trio, weiterhin musizieren sie zusammen mit der chilenischen Sängerin Maria Cecilia Toledo und dem Violinisten Key-Thomas Märkl vom Symphonieorchester des Bayerischen Rundfunks.
Mit dem Nachrichtensprecher Alex Dorow tritt das Duo im Rahmen von „musikalischen Märchen für Kinder und Erwachsene“ und anderen Zusammenklängen von Musik und Sprache auf.
Komponisten wie der serbisch-amerikanische Gitarrist Dušan Bogdanović, der Bulgare Atanas Ourkouzounov oder der deutsche Filmkomponist Enjott Schneider haben Stücke für das Duo geschrieben.

## Sonstiges
- Gruber & Maklar haben bislang sechs CDs veröffentlicht, hauptsächlich mit spanischer, südamerikanischer und zeitgenössischer Musik.
- Das Duo hat einige der Eigentranskriptionen beim kanadischen Verlag „Doberman-Yppan“ veröffentlicht.
- Vielfach wurden Gruber & Maklar von Rundfunkanstalten (BR, SWR, HR und ORF) aufgenommen und gesendet.[2][3]
- Das Duo war Stipendiat der Stiftung „Villa Musica Mainz“ und wurde durch Yehudi Menuhins „Live Music Now“ gefördert.
- Eine Zusammenarbeit mit der „Hermann Hauser Guitar Foundation“ verschaffte Gruber & Maklar Auftritte mit historischen Instrumenten des Münchner Gitarrenbauers Hermann Hauser.
- Seit 2008 organisiert Christian Gruber ein alle zwei Jahre stattfindendes Gitarrenfestival in seiner Heimatstadt Landsberg.